# Decese în 2021
Această pagină conține o listă de personalități care au decedat în cursul anului 2021.
- Numele acestora sunt raportate după data decesului, în ordine alfabetică după nume sau pseudonim.
- Numele, vârsta, naționalitate, despre ce subiect a fost menționat, cauza morții (dacă este cunoscută) și referința.

## Ianuarie
- 2 ianuarie: Alexandru Bădulescu, 91 ani, profesor și muzicolog român (n. 1929)
- 2 ianuarie: Marco Formentini, 90 ani, politician italian, membru al Parlamentului European (1999–2004), (n. 1930)
- 2 ianuarie: Modibo Keita, 78 ani, politician malian, prim-ministru al statului Mali (2002, 2015–2017), (n. 1942)
- 4 ianuarie: Seymour Dean Van Gundy, 89 ani, specialist american în domeniul biologiei generale, nematologiei și ecologiei, membru de onoare al Academiei de Științe al Moldovei (n. 1931)
- 4 ianuarie: Jonas Neubauer, 39 ani, barman american și jucător profesionist de Tetris (n. 1981)
- 4 ianuarie: Tanya Roberts (n. Victoria Leigh Blum), 65 ani, actriță, model și producătoare americană (n. 1955)
- 4 ianuarie: Martinus Justinus Godefriedus Veltman, 89 ani, fizician din Țările de Jos, laureat al Premiului Nobel (1999), (n. 1931)
- 6 ianuarie: Ashli Babbitt, 35 ani, veterană a Forțelor Aeriene și Gărzii Naționale ale Statelor Unite ale Americii și activistă americană (n. 1985)
- 6 ianuarie: Leonid Bujor, 65 ani, politician din Republica Moldova, deputat (2005–2009), Ministru al Educației (2009–2011), (n. 1955)
- 6 ianuarie: Mihai Cotorobai, 69 ani, jurist și politician din Republica Moldova (n. 1951)
- 6 ianuarie: Iulian Șerban, 35 ani, paracanoist român (n. 1985)
- 6 ianuarie: Filip Trifonov, 73 ani, actor bulgar (n. 1947)
- 8 ianuarie: Michael Shaw, Baron Shaw of Northstead, 100 ani, politician britanic, membru al Parlamentului European (1973–1979), (n. 1920)
- 8 ianuarie: Iancu Țucărman, 98 ani, inginer agronom român de etnie evreiască, supraviețuitor al Pogromului de la Iași (n. 1922)
- 10 ianuarie: Constantin Lozovanu, 74 ani, judecător din Republica Moldova (n. 1946)
- 10 ianuarie: Constantin Rezachevici, 77 ani, istoric român (n. 1943)
- 11 ianuarie: Bogdan-Iulian Macovei, 67 ani, handbalist român și antrenor principal (n. 1953)
- 12 ianuarie: Florentin Crihălmeanu, 61 ani, episcop român unit de Cluj-Gherla (2002-2021), (n. 1959)
- 12 ianuarie: Bogdan Stanoevici, 62 ani, actor și politician român (n. 1958)
- 13 ianuarie: Gabriela Silvia Beju, 73 ani,  sculptoriță română (n. 1947)
- 13 ianuarie: Siegfried Fischbacher, 81 ani, magician american de etnie germană (n. 1939)
- 13 ianuarie: Mircea Păcurariu, 88 ani, profesor universitar de teologie, istoric și preot român, membru titular al Academiei Române (n. 1932)
- 13 ianuarie: Marielle de Sarnez, 69 ani, politiciană franceză, membră a Parlamentului European (1999–2009), (n. 1951)
- 16 ianuarie: Phil Spector (Harvey Phillip Spector), 81 ani, producător și textier american (n. 1939)
- 17 ianuarie: Ruxandra Garofeanu, 76 ani, critic de artă și realizatoare de emisiuni la Radio România și Televiziunea Română (n. 1944)
- 20 ianuarie: Mihail Cibotaru, 86 ani, prozator și publicist din Republica Moldova (n. 1934)
- 20 ianuarie: Mira Furlan, 65 ani, actriță și cântăreață croată (n. 1955)
- 21 ianuarie: Nathalie Delon, 79 ani, actriță franceză de film (n. 1941)
- 23 ianuarie: Harold Holbrook (Harold Rowe Holbrook Jr.), 95 ani, actor american (n. 1925)
- 23 ianuarie: Larry King (n. Lawrence Harvey Zeiger), 87 ani, moderator american de radio și televiziune (n. 1933)
- 23 ianuarie: Karl Erik Olsson, 82 ani, om politic suedez (n. 1938)
- 23 ianuarie: Oana Ștefănescu, 60 ani, actriță română de teatru și film (n. 1960)
- 24 ianuarie: Bruce Kirby (n. Bruno Giovanni Quidaciolu), 95 ani, actor american de televiziune (n. 1925)
- 25 ianuarie: Iovu Bivol, 72 ani, agronom și politician din Republica Moldova (n. 1948)
- 26 ianuarie: Georgeta Luchian Tudor, 86 ani, poetă și actriță română de teatru (n. 1934)
- 27 ianuarie: Adrián Campos, 60 ani, pilot spaniol de Formula 1 (n. 1960)
- 28 ianuarie: Paul J. Crutzen (Paul Jozef Crutzen), 87 ani, chimist din Țările de Jos, laureat al Premiului Nobel (1995), (n. 1933)
- 30 ianuarie: Alfreda Markowska, 94 ani, activistă și filantroapă poloneză de etnie romă, supraviețuitoare a Holocaustului (n. 1926)
- 30 ianuarie: Sophie (n. Samuel Long), 34 ani, artistă scoțiană (n. 1986)
- 31 ianuarie: Justo Tejada, 88 ani, fotbalist spaniol (n. 1933)

## Februarie
- 2 februarie: Mitrofan Cioban, 79 ani, topolog și specialist în domeniul topologiei și matematicii, membru titular al Academia de Științe a Moldovei (n. 1942)
- 2 februarie: Thomas Moore, 100 ani, ofițer britanic (n. 1920)
- 4 februarie: Paolo Bartolozzi, 63 ani, politician italian, membru al Parlamentului European (1999–2004), (n. 1957)
- 5 februarie: Christopher Plummer (Arthur Christopher Orme Plummer), 91 ani, actor canadian de film, teatru și televiziune, laureat al Premiului Oscar (2012), (n. 1929)
- 6 februarie: Zamfir Dumitrescu, 74 ani, pictor și politician român, membru al Parlamentului României (2004–2008), (n. 1946)
- 6 februarie: Ioan Dzițac, 67 ani, profesor român de matematică și informatică (n. 1953)
- 6 februarie: George Pratt Shultz, 100 ani, politician american, Secretar de Stat al Statelor Unite (1982–1989), (n. 1920)
- 7 februarie: Joseph Hillis Miller, 92 ani, critic literar american (n. 1928)
- 8 februarie: Petru P. Caraman, 90 ani, matematician și politician român (n. 1930)
- 8 februarie: Jean-Claude Carrière, 89 ani, actor și scenarist francez (n. 1931)
- 8 februarie: Shlomo Hillel, 97 ani, politician social-democrat, diplomat și activist israelian, președinte al Knessetului (1984–1988), (n. 1923)
- 8 februarie: Cyril Mango, 92 ani, istoric britanic specializat în studiul artei și arhitecturii bizantine (n. 1928)
- 8 februarie: Edita Maria Simon, 83 ani, conferențiar universitar și solistă română (n. 1937)
- 9 februarie: Chick Corea (Armando Anthony Corea), 79 ani, muzician american (n. 1941)
- 9 februarie: Valeria Gagealov, 89 ani, actriță română (n. 1931)
- 9 februarie: Franco Marini, 87 ani, politician italian, membru al Parlamentului European (1999–2004), (n. 1933)
- 10 februarie: Larry Flynt, 78 ani, editor și publicist american (n. 1942)
- 13 februarie: Louis Clark, 73 ani, aranjor muzical și claviaturist britanic (n. 1947)
- 14 februarie: Carlos Menem (Carlos Saúl Menem Akil), 90 ani, avocat și politician argentinian, președinte al Argentinei (1989–1999), (n. 1930)
- 14 februarie: Ion Mihai Pacepa, 92 ani, general în cadrul DSS și jurnalist român, șef adjunct al Departamentului de Informații Externe (spionaj) a României comuniste și consilier personal al lui Nicolae Ceaușescu (n. 1928)
- 15 februarie: Luca Novac, 79 ani, taragotist și instrumentist român (n. 1941)
- 15 februarie: Ștefan Tudor, 77 ani, canotor român (n. 1943)
- 16 februarie: Ludmila Alioșina, 90 ani, solistă de operă (mezzo-soprană) din Republica Moldova (n. 1930)
- 16 februarie: Bernard Lown, 99 ani, inventator evreu-american (n. 1921)
- 17 februarie: Ulrike Blome, 76 ani, actriță germană (n. 1944)
- 17 februarie: Rush Limbaugh, 70 ani, comentator conservator, autor și gazda unor emisiuni radio⁠ și televiziune, american (n. 1951)
- 18 februarie: Iehoșua Saghi, 87 ani, general-maior israelian, director al Direcției de Informații Militare al Armatei Israelului, membru al Knessetului (1988–1992), (n. 1933)
- 19 februarie: Ion N. Petrovici, 91 ani, medic neurolog, profesor universitar de Neurologie și Psihiatrie la Universitatea din Köln (n. 1929)
- 23 februarie: Vojkan Borisavljević, 73 ani, compozitor și dirijor sârb (n. 1947)
- 23 februarie: Sergiu Natra, 96 ani, compozitor israelian de muzică cultă, evreu originar din România (n. 1924)
- 24 februarie: Wolfgang Boettcher, 86 ani, violoncelist clasic și profesor universitar german (n. 1935)
- 25 februarie: Andrei Gherman, 79 ani, medic din Republica Moldova, Ministru al Sănătății (2001–2005), (n. 1941)
- 25 februarie: Marian Traian Gomoiu, 85 ani, biolog și oceanograf român (n. 1936)
- 25 februarie: Andrei Palii, 80 ani, agronom din Republica Moldova, specialist în genetică, membru corespondent al Academiei de Științe a Moldovei (n. 1940)

## Martie
- 1 martie: Horea Cucerzan, 82 ani, pictor român (n. 1938)
- 1 martie: Gheorghe Dănilă, 71 ani, actor român de teatru și film (n. 1949)
- 1 martie: Paul Rezeanu, 83 ani, istoric și critic de artă, expert în artă modernă și profesor universitar român (n. 1937)
- 2 martie: Stanley Newens, 91 ani, politician britanic, membru al Parlamentului European (1984–1999), (n. 1930)
- 4 martie: Atanasie Jevtić, 83 ani, episcop ortodox sârb (n. 1938)
- 5 martie: Elena Țau, 74 ani, scriitoare, critic literar, istoric, doctor și conferențiar universitar din Republica Moldova (n. 1946)
- 6 martie: Corneliu Pârcălăbescu, 80 ani, general (rez.) de brigadă român (n. 1940)
- 7 martie: Olivier Dassault, 69 ani, politician și miliardar francez (n. 1951)
- 7 martie: Keith Greene, 83 ani, pilot englez de Formula 1 (n. 1938)
- 7 martie: Lars-Göran Petrov, 49 ani, cântăreț suedez (n. 1972)
- 7 martie: Vasile Popa, 73 ani, actor și cascador român (n. 1947)
- 8 martie: Adrian Bărar, 61 ani, chitarist, textier, compozitor și producător muzical român, fondatorul trupei Cargo (n. 1960)
- 9 martie: James Levine, 77 ani, dirijor și pianist american de etnie evreiască (n. 1943)
- 10 martie: Hamed Bakayoko, 56 ani,  politician ivorian (n. 1965)
- 10 martie: Dan Constantin Mihăilescu, 83 ani, sportiv român (călărie), (n. 1938)
- 10 martie: Mihail Muntean, 82 ani, profesor și doctor în științe istorice din Rusia (n. 1938)
- 10 martie: Jan Vodňanský, 79 ani, scriitor ceh, semnatar al Cartei 77 (n. 1941)
- 11 martie: Augustin Costinescu, 77 ani, pictor și desenator român (n. 1943)
- 12 martie: Nicolae Dabija, 72 ani, scriitor, istoric literar și om politic din Republica Moldova, membru de onoare al Academiei Române și membru corespondent al Academiei de Științe a Moldovei (n. 1948)
- 13 martie: Marvin Nathaniel Hagler, 66 ani, boxer profesionist american (n. 1954)
- 13 martie: Klaus Popa, 69 ani, istoric german originar din România (n. 1951)
- 14 martie: Aurora Cornu, 89 ani, scriitoare, actriță, regizoare de film și traducătoare română, stabilită în Franța (n. 1931)
- 17 martie: Anton Gămurari, 70 ani, general din Republica Moldova, participant la Conflictul din Transnistria (n. 1950)
- 18 martie: Zeev Aram, 89 ani, arhitect și designer de mobilă britanic de etnie evreiască (n. 1931)
- 19 martie: Glynn Stephen Lunney, 84 ani, inginer american la NASA (n. 1936)
- 20 martie: Constance Demby, 81 ani, artistă, compozitoare, vocalistă, proiectantă de instrumente muzicale originale, pictoriță, sculptoriță, și producătoare multi-media, americană (n. 1939)
- 21 martie: Nawal Al-Saadawi, 89 ani, scriitoare egipteană (n. 1931)
- 21 martie: Adam Zagajewski, 75 ani, poet, romancier, traducător și eseist polonez (n. 1945)
- 22 martie: Johnny Dumfries, 62 ani, pilot scoțian de Formula 1 (n. 1958)
- 23 martie: Hana Hegerová, 89 ani, cântăreață și actriță slovacă (n. 1931)
- 23 martie: Adina Nanu, 93 ani, critic și istoric de artă român (n. 1927)
- 23 martie: George Segal, 87 ani, actor american de film, teatru și televiziune (n. 1934)
- 24 martie: Nicolae Nan, 85 ani, senator român (1990-1992), (n. 1935)
- 24 martie: Kunie Tanaka, 88 ani, actor japonez (n. 1932)
- 25 martie: Aurel Gheorghe Ardeleanu, 84 ani, dramaturg, prozator și sculptor român (n. 1936)
- 25 martie: Bertrand Tavernier, 79 ani, regizor, scenarist, actor și producător de film, francez (n. 1941)
- 26 martie: Cornelia Catangă, 63 ani, interpretă română de muzică lăutărească de etnie romă (n. 1958)
- 26 martie: Ilie Vancea, 72 ani, politician din R. Moldova, Ministru al Educației (2000–2002), (n. 1949)
- 27 martie: Petr Kellner, 56 ani, antreprenor ceh (n. 1964)
- 27 martie: Rodion Ladislau Roșca, 67 ani, muzician român de muzică rock (n. 1953)
- 28 martie: Constantin Simirad, 79 ani, politician român, primar al Iașului (1992-2003), președinte al CJ (2008-2012), (n. 1941)
- 29 martie: Bashkim Fino, 58 ani, politician și economist albanez, prim-ministru al Albaniei (1997), (n. 1962)

## Aprilie
- 1 aprilie: Isamu Akasaki, 92 ani, fizician japonez, laureat al Premiului Nobel (2014), (n. 1929)
- 1 aprilie: Emmanuel Gaillard, 69 ani, avocat francez specializat în domeniul arbitrajului internațional și profesor de drept (n. 1952)
- 2 aprilie: Gabi Luncă (n. Elena Gabriela Onoriu), 82 ani, interpretă română de muzică lăutărească de etnie romă (n. 1938)
- 2 aprilie: Nelu Ploieșteanu, 70 ani, interpret român de muzică lăutărească (n. 1950)
- 3 aprilie: Remus Câmpeanu, 82 ani, fotbalist român (n. 1938)
- 4 aprilie: Jens-Peter Bonde, 73 ani, om politic danez, membru al Parlamentului European (1979–2008), (n. 1948)
- 4 aprilie: Robert Mundell, 88 ani, economist canadian, laureat al Premiului Nobel (1999), (n. 1932)
- 6 aprilie: Boris Bechet, 68 ani, regizor, actor de teatru și film din Republica Moldova (n. 1953)
- 6 aprilie: Maj Britt Theorin, 88 ani, politiciană suedeză, membră a Parlamentului European (1995–2004), (n. 1932)
- 8 aprilie: Richard Rush, 91 ani, regizor, scenarist și producător american de film (n. 1929)
- 9 aprilie: Ioan Caproșu, 86 ani, istoric, medievist și profesor universitar român, membru de onoare al Academiei Române (n. 1934)
- 9 aprilie: DMX (n. Earl Simmons), 50 ani, rapper și actor american (n. 1970)
- 9 aprilie: Prințul Philip, Duce de Edinburgh, 99 ani, soțul reginei Elisabeta a II-a a Regatului Unit (n. 1921)
- 10 aprilie: Pál-Péter Haszmann, 78 ani, politician român (n. 1942)
- 11 aprilie: Daisuke Ryu, 64 ani, actor japonez de etnie coreeană (n. 1957)
- 13 aprilie: Ioan Berci, 54 ani, taragotist român (n. 1967)
- 14 aprilie: Natan Bartfeld, 71 ani, arbitru de fotbal sovietic și moldovean (n. 1949)
- 14 aprilie: Bernard Madoff, 82 ani, finanțist american de etnie evreiască (n. 1938)
- 17 aprilie: Hubert Faure, 106 ani, militar francez (n. 1914)
- 19 aprilie: Walter Mondale, 93 ani, politician american, vicepreședinte al Statelor Unite ale Americii (1977–1981), (n. 1928)
- 20 aprilie: Idriss Déby, 68 ani, politician din Ciad, președinte (1990–2021), (n. 1952)
- 20 aprilie: Monte Hellman, 91 ani, regizor, producător și editor american de film (n. 1929)
- 27 aprilie: Marin Dumitrescu, 102 ani, pilot român de curse auto (n. 1919)
- 27 aprilie: Corneliu Murgu, 72 ani, solist român de operă (tenor), (n. 1948)
- 28 aprilie: Michael Collins, 90 ani, astronaut american (Apollo 11, 1969), (n. 1930)
- 30 aprilie: Ioan Pop de Popa, 93 ani, medic cardiolog român (n. 1927)

## Mai
- 1 mai: Constantin Arvinte, 94 ani, dirijor, compozitor și folclorist român (n. 1926)
- 2 mai: Robert William Unser, 87 ani, pilot american de Formula 1 (n. 1934)
- 4 mai: Leslie Marr, 98 ani, pilot englez de Formula 1 (n. 1922)
- 4 mai: Jan Hahn, 47 ani, prezentator TV german (n. 1973)
- 5 mai: Bertil Johansson, 86 ani, fotbalist și antrenor suedez (n. 1935)
- 6 mai: Kentaro Miura, 54 ani, artist japonez de benzi manga (n. 1966)
- 9 mai: Bratislav Petković, 72 ani, dramaturg, regizor, scenarist și politician sârb, Ministru al culturii și informațiilor (2012–2013), (n. 1948)
- 11 mai: Haralambie Corbu, 91 ani, doctor habilitat în filologie, profesor universitar, critic și istoric literar din Republica Moldova, membru titular al Academiei de Științe a Moldovei (n. 1930)
- 11 mai: Buddy Van Horn, 92 ani, cascador de film și regizor american (n. 1928)
- 12 mai: Ileana Vulpescu, 88 de ani, filologă, lexicografă, prozatoare, romancieră și traducătoare română (n. 1932)
- 14 mai: Masao Kawai, 97 ani, biolog, cadru didactic universitar, om de știință și primatolog japonez (n. 1924)
- 16 mai: Bruno Covas, 41 ani, avocat, economist și politician brazilian (n. 1980)
- 16 mai: Richard L. Rubenstein, 97 ani, rabin și învățător religios și scriitor din comunitatea evreiască americană (n. 1924)
- 18 mai: Charles Sidney Grodin, 86 ani, actor, autor și comedian american (n. 1935)
- 19 mai: Adrian Rădulescu, 66 ani, om politic român, președintele Asociației Fermierilor (n. 1955)
- 20 mai: Ion Dichiseanu, (n. Ioan Dichiseanu), 87 ani, actor român de teatru și film (n. 1933)
- 20 mai: Abubakar Shekau, 48 ani, liderul organizației teroriste Boko Haram din Nigeria (n. 1973)
- 23 mai: Max Mosley, 81 ani, pilot britanic de Formula 1, președinte al FIA (1993–2009), (n. 1940)
- 23 mai: Paulo Mendes da Rocha, 92 ani, arhitect brazilian (n. 1928)
- 26 mai: Llew Smith, 77 ani, om politic britanic, membru al Parlamentului European (1984–1994), (n. 1944)
- 27 mai: Lorina Kamburova, 29 ani, actriță bulgară (n. 1991)
- 27 mai: Jaime Lerner, 83 ani, arhitect, programator urban și politician brazilian (n. 1937)
- 28 mai: Benoît Sokal, 66 ani, desenator belgian de benzi desenate și dezvoltator de jocuri video (n. 1954)
- 31 mai: Andreea Bollengier (n. Andreea Sasu-Ducșoară), 46 ani, jucătoare franceză de șah de etnie română (n. 1975)

## Iunie
- 1 iunie: Prințul Amedeo, Duce de Aosta, 77 ani, pretendent la șefia Casei de Savoia, familia regală care a condus Italia între 1861 și 1946 (n. 1943)
- 4 iunie: Barbro Andersson, 83 ani, traducătoare suedeză din limba italiană și limba română (n. 1937)
- 4 iunie: Richard Robert Ernst, 87 ani, chimist elvețian, laureat al Premiului Nobel (1991), (n. 1933)
- 4 iunie: Dumitru Ivanov, 75 ani, politician din Republica Moldova (n. 1946)
- 4 iunie: Friederike Mayröcker, 96 ani, poetă, dramaturgă și romancieră austriacă (n. 1924)
- 6 iunie: Ei-ichi Negishi, 85 ani, chimist japonez, laureat al Premiului Nobel (2010), (n. 1935)
- 6 iunie: Mansour Ojjeh, 68 ani, om de afaceri și antreprenor francez născut în Arabia Saudită (n. 1952)
- 7 iunie: Vadim Cojocaru, 60 ani, politician și economist din Republica Moldova (n. 1961)
- 7 iunie: Iurie Sadovnic, 69 ani, muzician și interpret de muzică ușoară și folk din Republica Moldova (n. 1951)
- 9 iunie: Edward de Bono, medic, psiholog, autor, inventator, filosof și consultant din Malta (n. 1933)
- 9 iunie: Libuše Šafránková, 68 ani, actriță cehă (n. 1953)
- 11 iunie: Marius Leonte, 57 ani, artist vizual român (n. 1964)
- 13 iunie: Ned Beatty (Nedward Thomas Beatty), 83 ani, actor american de film (n. 1937)
- 13 iunie: Krystyna Chojnowska-Liskiewicz, 84 ani, ingineră navală și marinară poloneză, prima femeie care a navigat singură în jurul lumii (n. 1936)
- 18 iunie: Giampiero Boniperti, 92 ani, fotbalist și politician italian, președinte al clubului Juventus Torino (1971–1990), membru al Parlamentului European (1994–1999), (n. 1928)
- 19 iunie: Freimut Börngen, 90 ani, astronom german (n. 1930)
- 20 iunie: Joanne Linville, 93 ani, actriță americană (n. 1928)
- 22 iunie: Mircea Bradu, 84 ani, scriitor român (n. 1937)
- 23 iunie: John McAfee, 75 ani, programator de calculatoare și om de afaceri american (n. 1945)
- 24 iunie: Ion Ghițulescu, 90 ani, comentator sportiv român (n. 1930)
- 27 iunie: Dominick Montiglio, 73 ani, asociat al familiei Gambino⁠ (n. 1947)
- 27 iunie: Ian White, 76 ani, om politic britanic (n. 1945)
- 28 iunie: Ivan Bordi, 83 ani, jucător român de polo pe apă (n. 1937)
- 28 iunie: Florin Condurățeanu, 71 ani, jurnalist român (n. 1950)
- 29 iunie: Donald Rumsfeld, 88 ani, politician american, Secretarul Apărării al SUA (1975-1977 și 2001-2006), (n. 1932)

## Iulie
- 2 iulie: Ion Ciocanu, 81 ani, critic literar, filolog, pedagog și scriitor român din Republica Moldova (n. 1940)
- 4 iulie: Luminița Gheorghiu, 71 ani, actriță română (n. 1949)
- 5 iulie: Raffaella Carrà (n. Raffaella Roberta Pelloni), 78 ani, cântăreață, dansatoare, prezentatoare de televiziune și actriță italiană (n. 1943)
- 5 iulie: Richard Donner, 91 ani, regizor și producător american de film (n. 1930)
- 7 iulie: Robert Downey, Sr., 85 ani, actor, scriitor, regizor și producător american de film, tatăl actorului Robert Downey, Jr. (n. 1936)
- 7 iulie: Jovenel Moïse, 53 ani, politician din Haiti (n. 1968)
- 7 iulie: Carlos Reutemann, 79 ani, pilot argentinian de Formula 1 și politician (n. 1942)
- 9 iulie: Ribeiro da Ciclo Ribeiro, 67 ani, politician, antreprenor și ciclist brazilian (n. 1954)
- 9 iulie: Jehan Sadat, 87 ani, activistă egipteană pentru drepturile omului, primă doamnă a Egiptului (1970–1981), soția președintelui Anwar Sadat (n. 1933)
- 11 iulie: George Ciamba, 55 ani, diplomat român (n. 1966)
- 15 iulie: Piotr Mamonov, 70 ani, muzician și actor rus (n. 1951)
- 23 iulie: Toshihide Maskawa, 81 ani, fizician japonez, laureat al Premiului Nobel (2008), (n. 1940)
- 23 iulie: Steven Weinberg, 88 ani, fizician american, laureat al Premiului Nobel (1979), (n. 1933)
- 25 iulie: Horst Schuller Anger, 80 ani,  filolog și jurnalist german (sas) din România (n. 1940)
- 26 iulie: Lidia Bejenaru, 68 ani, interpretă de muzică populară din Republica Moldova (n. 1953)
- 26 iulie: Nathan Jonas Jordison, 46 ani, muzician, compozitor și producător muzical american (Slipknot), (n. 1975)
- 27 iulie: Dusty Hill (n. Joseph Michael Hill), 72 ani, muzician american (ZZ Top), (n. 1949)
- 27 iulie: Jean-François Stévenin, 77 ani, actor, regizor și scenarist francez (n. 1944)
- 29 iulie: Gheorghe Sin, 79 ani, agronom român (n. 1942)
- 30 iulie: Nicolae Bilețchi, 84 ani, critic și istoric literar din R. Moldova, doctor habilitat în filologie, profesor universitar (n. 1937)

## August
- 4 august: Miroslav Lazanski, 70 ani, diplomat, jurnalist, analist militar și politician sârb (n. 1950)
- 5 august: Ștefan Cazimir, 88 ani, critic literar evreu, istoric literar și profesor de literatură română, contemporan (n. 1932)
- 5 august: Andrei Strâmbeanu, 86 ani, poet, prozator și dramaturg din Republica Moldova (n. 1934)
- 8 august: Paul Hellyer (n. Pavel Teodor Hellyer), 98 ani, inginer, politician, scriitor și comentator canadian (n. 1923)
- 8 august: Grigore Nagacevschi, 92 ani, actor român (n. 1929)
- 9 august: Serghei Adamovici Kovaliov, 91 ani, activist și politician rus (n. 1930)
- 10 august: Maki Kaji, 69 ani, autor japonez (n. 1951)
- 11 august: Peter Fleischmann, 84 ani, regizor, scenarist și producător de film, german (n. 1937)
- 12 august: Tarcísio Meira, 85 ani, actor brazilian (n. 1935)
- 13 august: Mariana Stanciu Dănăilă, 64 ani, interpretă română de muzică populară (n. 1956)
- 13 august: Carolyn S. Shoemaker, 92 ani, astronomă americană, co-descoperitoarea Cometei Shoemaker–Levy 9 (n. 1929)
- 14 august: Dan Puican, 88 ani, actor și regizor român (n. 1933)
- 15 august: Gerhard Müller, 75 ani, fotbalist german (atacant), (n. 1945)
- 16 august: Constantin Mateescu, 92 ani, scriitor român (n. 1929)
- 17 august: Ágnes Hankiss, 71 ani, politiciană maghiară, membră a Parlamentului European (n. 1950)
- 19 august: Sonny Chiba, 82 ani, actor japonez și expert în arte marțiale (n. 1939)
- 20 august: Ian Carey, 45 ani, DJ și producător muzical american (n. 1975)
- 21 august: Marie, Prințesa Liechtensteinului, 81 ani, prințesă consoartă a Liechtensteinului, soția prințului Hans Adam al II-lea, Principe de Liechtenstein (n. 1940)
- 22 august: Marilyn Eastman, 87 ani, actriță americană (n. 1933)
- 23 august: Victor Giurgiu, 91 ani, inginer silvic român (n. 1930)
- 23 august: Rosita Quintana, 96 ani, actriță, cântăreață și compozitoare mexicană (n. 1925)
- 23 august: Doru Stănculescu, 71 ani, interpret român de muzică folk (n. 1950)
- 24 august: Charlie Watts (Charles Robert Watts), 80 ani, baterist englez (The Rolling Stones), (n. 1941)
- 25 august: Gerald Ashmore, 85 ani, pilot englez de Formula 1 (n. 1936)
- 25 august: Ileana Gyulai-Drîmbă, 75 ani, scrimeră română (n. 1946)
- 27 august: Edmond H. Fischer, 101 ani, biochimist american, laureat al Premiului Nobel (1992), (n. 1920)
- 29 august: Edward Asner, 91 ani, actor american de film, televiziune, teatru și voce (n. 1929)
- 29 august: Ron Bushy, 79 ani, muzician american (Iron Butterfly), (n. 1941)
- 29 august: Lee Perry (n. Rainford Hugh Perry), 85 ani, muzician, foarte influent în dezvoltarea muzicii reggae și dub în Jamaica (n. 1936)
- 29 august: Jacques Rogge, 79 ani, medic chirurg ortoped belgian, președintele CIO (2001–2013), (n. 1942)
- 31 august: Vasile Belous, 33 ani, boxer din Republica Moldova (n. 1988)
- 31 august: Kazimieras Motieka, 91 ani, politician și avocat lituanian (n. 1929)

## Septembrie
- 1 septembrie: Romulus Cristescu, 93 ani, matematician român, membru titular al Academiei Române (n. 1928)
- 2 septembrie: Pierre Jean Brouillaud, 94 ani, scriitor francez (n. 1927)
- 2 septembrie: Mikis Theodorakis, 96 ani, compozitor grec (n. 1925)
- 5 septembrie: Ion Caramitru (Ion Horia Leonida Caramitru), 79 ani, actor român (n. 1942)
- 5 septembrie: Ivan Patzaichin, 71 ani, sportiv român (caiac-canoe), (n. 1949)
- 6 septembrie: Jean-Paul Belmondo (Jean Paul Charles Belmondo), 88 ani, actor de film și teatru, cascador și producător francez (n. 1933)
- 10 septembrie: Dalal bint Saud Al Saud, 63 ani, prințesă, activistă și filantropă saudită (n. 1957)
- 11 septembrie: Minna Aaltonen, 54 ani, actriță finlandeză (n. 1966)
- 11 septembrie: Abimael Guzmán (Manuel Rubén Abimael Guzmán Reinos), 86 ani, luptător revoluționar peruan (n. 1934)
- 12 septembrie: Iōannīs Theōnas, 80 ani, politician grec, membru al Parlamentului European (1994–2001), (n. 1940)
- 13 septembrie: Antony Hewish, 97 ani, fizician și radioastronom englez, laureat al Premiului Nobel (1974), (n. 1924)
- 13 septembrie: Ileana Iordache (Ileana Iordache-Streinu), 91 ani, actriță română de teatru, film și televiziune (n. 1930)
- 13 septembrie: Amédée Turner, 92 ani, om politic britanic, membru al Parlamentului European (1979–1984) (n. 1929)
- 14 septembrie: Norm Macdonald (Norman Gene Macdonald), 61 ani, comedian, scriitor și actor canadian (n. 1959)
- 16 septembrie: Petrică Cercel, 53 ani, cântăreț de manele român (n. 1968)
- 17 septembrie: Ioan Avarvarei, 80 ani, prof. univ. dr. Hc. și senator român (n. 1941)
- 17 septembrie: Abdelaziz Bouteflika, 84 ani, politician algerian, președinte al Republicii Algeria (1999-2019), (n. 1937)
- 18 septembrie: Julos Beaucarne (n. Jules Beaucarne), 85 ani, poet și cântăreț belgian (n. 1936)
- 19 septembrie: Jimmy Greaves (n. James Peter Greaves), 81 ani, fotbalist englez (atacant), campion mondial (1966), (n. 1940)
- 20 septembrie: Pavel Țugui, 99 ani, activist comunist român și istoric literar (n. 1921)
- 22 septembrie: Roger Michell, 65 ani, regizor sud-african de teatru, film și televiziune (n. 1956)
- 24 septembrie: Mihnea Colțoiu, 67 ani, matematician român (n. 1954)
- 24 septembrie: Ion Dobran, 102 ani, aviator militar român, unul din așii aviației de vânătoare române în timpul celui de-Al Doilea Război Mondial (n. 1919)
- 24 septembrie: Erwin Kessler, 77 ani, militant elvețian (n. 1944)
- 25 septembrie: Alexandru Sassu, 65 ani, politician român (n. 1955)

## Octombrie
- 1 octombrie: Vytautas Kolesnikovas, 72 ani, pictor, grafician și politician lituanian (n. 1948)
- 1 octombrie: Iosif Toth, 83 ani, senator român (1990-1992), (n. 1937)
- 2 octombrie: Valeriu Mițul, 60 ani, activist politic din R. Moldova, veteran al Războiului din Transnistria (n. 1961)
- 2 octombrie: Petrică Moise, 74 ani, interpret și compozitor român de muzică populară din regiunea Banat (n. 1947)
- 2 octombrie: Ioannis Palaiokrassas, 87 ani, politician grec, comisar european (1993-1994), (n. 1934)
- 3 octombrie: George Achim, 61 ani, profesor de literatură contemporană la Centrul Nord Baia Mare al Universității Tehnice din Cluj-Napoca (UTCN), conducător de doctorat, critic literar, poet și eseist (n. 1960)
- 3 octombrie: Lars Vilks, 75 ani, artist suedez (n. 1946)
- 6 octombrie: Tomoyasu Asaoka, 59 ani, fotbalist japonez (n. 1962)
- 8 octombrie: Vasile Flueraș, 72 ani, episcop român (n. 1948)
- 8 octombrie: Jup Weber, 71 ani, om politic luxemburghez, membru al Parlamentului European (1994–1999), (n. 1950)
- 8 octombrie: Gheorghe Zaman, 79 ani, economist român (n. 1942)
- 9 octombrie: Owen Luder, 93 ani, arhitect britanic (n. 1928)
- 10 octombrie: Alexandru Bogdan, 80 ani, medic veterinar român (n. 1941)
- 10 octombrie: Cornel Drăgușin, 95 ani, fotbalist și antrenor român (n. 1926)
- 10 octombrie: Luis de Pablo, 91 ani, compozitor spaniol (n. 1930)
- 12 octombrie: Julija Nikolić, 38 ani, handbalistă ucraineană naturalizată în Macedonia de Nord (n. 1983)
- 12 octombrie: Marcel Petrișor, 91 ani, profesor și scriitor român (n. 1930)
- 15 octombrie: Christel Schaack, 96 ani, fotomodel german (n. 1925)
- 15 octombrie: Pornsak Songsaeng, 60 ani, actor și cântăreț thailandez (n. 1960)
- 16 octombrie: Coleta de Sabata, 86 ani, scriitoare română, rector al Institutului Politehnic „Traian Vuia” din Timișoara (1981–1989), deputat (1985–1989), (n. 1935)
- 18 octombrie: Colin Powell, 84 ani, general și politician american, Secretar de stat al Statelor Unite ale Americii (2001–2005), (n. 1937)
- 19 octombrie: Jack Angel, 90 ani, actor american de film și televiziune (n. 1930)
- 19 octombrie: Dumitru Tiutiuca, 80 ani, profesor universitar, critic literar, istoric literar, teoretician și eseist român (n. 1941)
- 21 octombrie: Gurie Georgiu, 52 ani, episcop al Eparhiei Devei și Hunedoarei (n. 1968)
- 21 octombrie: Bernard Haitink, 92 ani, dirijor și violonist neerlandez (n. 1929)
- 21 octombrie: Hassan Hanafi, 86 ani, filosof egiptean (n. 1935)
- 22 octombrie: Gelu Tofan, 61 ani, om de afaceri român (n. 1960)
- 22 octombrie: Liliana Tomescu, 92 ani, actriță română de teatru și film (n. 1929)
- 22 octombrie: Vera Venczel, 75 ani, actriță maghiară (n. 1946)
- 24 octombrie: Denis Teofikov, 21 ani, cântăreț bulgar (n. 2000)
- 25 octombrie: Fofi Gennimata, 56 ani, politiciană greacă (n. 1964)
- 28 octombrie: Michael Laughlin, 82 de ani, regizor de film, american (n. 1938)
- 28 octombrie: Pavel Coruț, 72 ani, scriitor, ofițer de informații și contrainformații român (n. 1948)
- 29 octombrie: Clément Mouamba, 77 ani, politician congolez (n. 1943)
- 29 octombrie: Viorel Stanca, 67 ani, politician și om de afaceri român (n. 1954)
- 30 octombrie: Petre Sbârcea, 89 ani, dirijor român (n. 1932)
- 31 octombrie: Aurel Vainer, 89 ani, economist român de etnie evreiască (n. 1932)

## Noiembrie
- 1 noiembrie: Prințesa Marie Alix de Schaumburg-Lippe, 98 ani, nobilă germană (n. 1923)
- 1 noiembrie: Valentina Rusu-Ciobanu, 101 ani, pictoriță din Republica Moldova (n. 1920)
- 2 noiembrie: Sabah Fakhri, 88 ani, cântăreț sirian (n. 1933)
- 2 noiembrie: Patricija Šulin, 55 ani, politiciană slovenă, membră al Parlamentului European (2014–2019), (n. 1965)
- 4 noiembrie: Károly Király, 91 ani, politician român de etnie maghiară (n. 1930)
- 4 noiembrie: Vitali Malahov, 67 ani, regizor ucrainean de teatru (n. 1954)
- 5 noiembrie: Ion Agrigoroaiei, 84 ani, istoric, profesor universitar român (n. 1936)
- 5 noiembrie: Marília Mendonça, 26 ani, cântăreață, compozitoare și instrumentistă braziliană (n. 1995)
- 6 noiembrie: Doru Dumitru Palade, 84 ani, deputat român (2000-2004), (n. 1937)
- 6 noiembrie: Petrică Mâțu Stoian, 61 ani, interpret român de muzică populară (n. 1960)
- 7 noiembrie: Dean Stockwell (Robert Dean Stockwell), 85 ani, actor american de teatru și film (Catifeaua albastră, Dune), (n. 1936)
- 11 noiembrie: F. W. de Klerk (Frederik Willem de Klerk), 85 ani, politician sud-african, Președinte al Africii de Sud (1989–1994), laureat al Premiului Nobel pentru pace (1993), (n. 1936)
- 12 noiembrie: Bob Bondurant (Robert Bondurant), 88 ani, pilot american de Formula 1 (n. 1933)
- 12 noiembrie: Evgheni Ceazov, 92 ani, medic și politician rus, laureat al Premiului Nobel pentru pace (1985), (n. 1929)
- 12 noiembrie: Jörn Svensson, 85 ani, politician suedez, membru al Parlamentului European (1995–1999), (n. 1936)
- 13 noiembrie: Dragoș Petre Dumitriu, 57 ani, politician român, membru al Parlamentului României (2004–2008), (n. 1964)
- 13 noiembrie: Lidia Lupu, 68 ani, politiciană și economistă din Republica Moldova, deputată (2014–2019), (n. 1953)
- 13 noiembrie: Wilbur Smith, 88 ani, scriitor sud-african contemporan, de limbă engleză (n. 1933)
- 14 noiembrie: Etel Adnan, 96 ani, poetă, eseistă și artistă vizuală libanezo-americană (n. 1925)
- 15 noiembrie: Dorli Blaga (Ana-Dorica Blaga), 91 ani, intelectuală, fiica filosofului, poetului și dramaturgului român Lucian Blaga și a Corneliei Brediceanu (n. 1930)
- 17 noiembrie: Young Dolph (n. Adolph Robert Thornton, Jr.), 36 ani, rapper american (n. 1985)
- 18 noiembrie: Ioan M. Bota, 101 ani, preot greco-catolic român (n. 1920)
- 18 noiembrie: Benone Sinulescu, 84 ani, interpret român de muzică populară (n. 1937)
- 19 noiembrie: Ion Marcu, 72 ani, politician român, senator (1992-2004), (n. 1949)
- 19 noiembrie: Guillermo Morón, 95 ani, istoric venezuelean, membru de onoare al Academiei Române (n. 1926)
- 19 noiembrie: György Schöpflin, 81 ani, om politic maghiar, membru al Parlamentului European (2004–2009), (n. 1939)
- 20 noiembrie: Claudiu Iordache, 79 ani, om politic român, membru fondator al Frontului Democratic Român, deputat (1990-1992), (n. 1942)
- 21 noiembrie: Yotam Reuveni, 71 ani, scriitor, poet, traducător, publicist și editor israelian (n. 1949)
- 22 noiembrie: Noah Gordon, 95 ani, scriitor american (n. 1926)
- 23 noiembrie: Chun Doo-hwan, 90 ani, om politic sud-coreean, președinte al Republicii Coreea (1980–1988), dictator (n. 1931)
- 26 noiembrie: Michael Fisher, 90 ani, fizician, chimist și matematician englez (n. 1931)
- 26 noiembrie: Heinrich Pfeiffer, 82 ani, filosof, istoric și pedagog german (n. 1939)
- 27 noiembrie: Apetor (Tor Eckhoff), 57 ani, youtuber norvegian (n. 1964)
- 27 noiembrie: Almudena Grandes, 61 ani, scriitoare spaniolă (n. 1960)
- 27 noiembrie: Florin Oprițescu, 42 ani, actor român de etnie spaniolă (n. 1979)
- 28 noiembrie: Andrej Hoteev, 74 ani, pianist rus (n. 1946)
- 28 noiembrie: Andrei Andreevici Romanov, 98 ani, artist și autor american de etnie rusă, strănepotul penultimului împărat al Rusiei, Alexandru al III-lea (n. 1923)
- 28 noiembrie: Frank Williams (Francis Owen Garbatt Williams), 79 ani, proprietarul echipei de Formula 1 Williams (n. 1942)
- 30 noiembrie: Marie-Claire Blais, 82 ani, scriitoare canadiană (n. 1939)

## Decembrie
- 1 decembrie: Grand Jojo (n. Jules Jean Vanobbergen), 85 ani, cântăreț și compozitor belgian (n. 1936)
- 1 decembrie: Walter Ziegler, 83 ani, ciclist de performanță născut în România, Maestru al Sportului (n. 1938)
- 3 decembrie: Lamine Diack, 88 ani, atlet senegalez, președinte al World Athletics (1999–2015), (n. 1933)
- 3 decembrie: Horst Eckel, 89 ani, fotbalist german (atacant), (n. 1932)
- 4 decembrie: Thoppil Anto, 81 ani, cântăreț indian (n. 1940)
- 4 decembrie: Tita Bărbulescu, 85 ani, interpretă română de muzică populară (n. 1936)
- 4 decembrie: Paul Lannoye, 82 ani, om politic belgian, membru al Parlamentului European (1989–2004), (n. 1939)
- 5 decembrie: Bob Dole (Robert Joseph Dole), 98 ani, politician american, senator (1961–1996), (n. 1923)
- 5 decembrie: Demetrio Volcic, 90 ani, jurnalist italian de etnie slovenă al RAI, om politic, membru al Parlamentului European (1999–2004), (n. 1931)
- 7 decembrie: Vasile Babuc, 88 ani, agronom din R. Moldova, specialist în fiziologia plantelor (n. 1933)
- 7 decembrie: Mustafa Ben Halim, 100 ani, politician libian, prim-ministru al Libiei (1954–1957), (n. 1921)
- 8 decembrie: Kristina Dukic, 21 ani, vedetă sârbă YouTube și streamer Twitch (n. 2000)
- 9 decembrie: Carmen Salinas, 82 ani, actriță și politiciană mexicană (n. 1939)
- 9 decembrie: Giosuè Ligios (Giosuè Stefano Ligios), 93 ani, polician italian, membru al Parlamentului European (1979–1989), (n. 1928)
- 10 decembrie: Constantin Năsturescu, 81 ani, fotbalist român (n. 1940)
- 11 decembrie: Anne Rice (n. Howard Allen O'Brien), 80 ani, scriitoare americană (n. 1941)
- 12 decembrie: Lucian Avramescu, 73 ani, poet și jurnalist român (n. 1948)
- 13 decembrie: Liam Kavanagh, 86 ani, om politic irlandez, membru al Parlamentului European (1973–1977), (n. 1935)
- 14 decembrie: Tadeusz Ross, 83 ani, politician polonez, membru al Parlamentului European (2013–2014), (n. 1938)
- 14 decembrie: Rozita Sokou, 98 ani, jurnalistă, autoare, dramaturgă și traducătoare de etnie greacă (n. 1923)
- 17 decembrie: Klaus Wagenbach, 91 ani, editor german (n. 1930)
- 19 decembrie: Robert Howard Grubbs, 79 ani, chimist american, laureat al Premiului Nobel (2005), (n. 1942)
- 19 decembrie: Carlos Marín (Carlos Marín Menchero), 53 ani, solist spaniol de operă (bariton) și membru al grupului Il Divo (n. 1968)
- 20 decembrie: Pierre Cassignard, 56 ani, actor francez (n. 1965)
- 20 decembrie: Mircea Iuga, 78 ani, jurist din R. Moldova (n. 1943)
- 22 decembrie: Ioan Muraru, 83 ani, jurist român, președinte al Curții Constituționale a României (1995–1998), (n. 1938)
- 23 decembrie: Dan Berindei, 98 ani, istoric român, membru titular al Academiei Române (n. 1923)
- 23 decembrie: Joan Didion, 87 ani, scriitoare americană (n. 1934)
- 23 decembrie: Romulus Sârbu, 86 ani, renumit actor român de pantomimă (n. 1935)
- 25 decembrie: Maryam Begum, 85 ani, prințesă afgană (n. 1936)
- 26 decembrie: Karolos Papoulias, 92 ani, politician grec, președinte al Greciei (2005–2015), (n. 1929)
- 26 decembrie: Desmond Tutu (Desmond Mpilo Tutu), 90 ani, arhiepiscop anglican emerit de Cape Town, activist împotriva apartheid-ului din Africa de Sud, laureat al Premiului Nobel (n. 1931)
- 26 decembrie: Sarah Weddington (Sarah Ragle Weddington), 76 ani, avocată americană (n. 1945)
- 27 decembrie: Keri Hulme, 74 ani, scriitoare neozeelandeză (n. 1947)
- 27 decembrie: Victor Socaciu, 68 ani, interpret român de muzică folk, realizator de emisiuni de televiziune, parlamentar și diplomat (n. 1953)
- 30 decembrie: Karel Loprais, 72 ani, pilot ceh de raliuri (n. 1949)
- 31 decembrie: Betty White (Betty Marion White), 99 ani, actriță americană, comediană, autoare și prezentatoare a unui show de televiziune (Saturday Night Live), (n. 1922)